# Ourthe (departament)
El departament de l'Ourte o Ourthe, les dues ortografies coexisteixen, és un dels departaments francesos fora de la França actual, creat durant l'ocupació francesa de 1793 fins al 1815. La capital n'era Lieja. Comprenia parts del principat de Lieja, del país de Dalhem (una possessió brabançona), el principat de Stavelot-Malmedy, gairebé tot el ducat de Limburg i uns territoris a Prússia: Sankt Vith, Schleiden i Kronenburg. El seu nom prové del riu Ourthe que rega una gran part del territori.

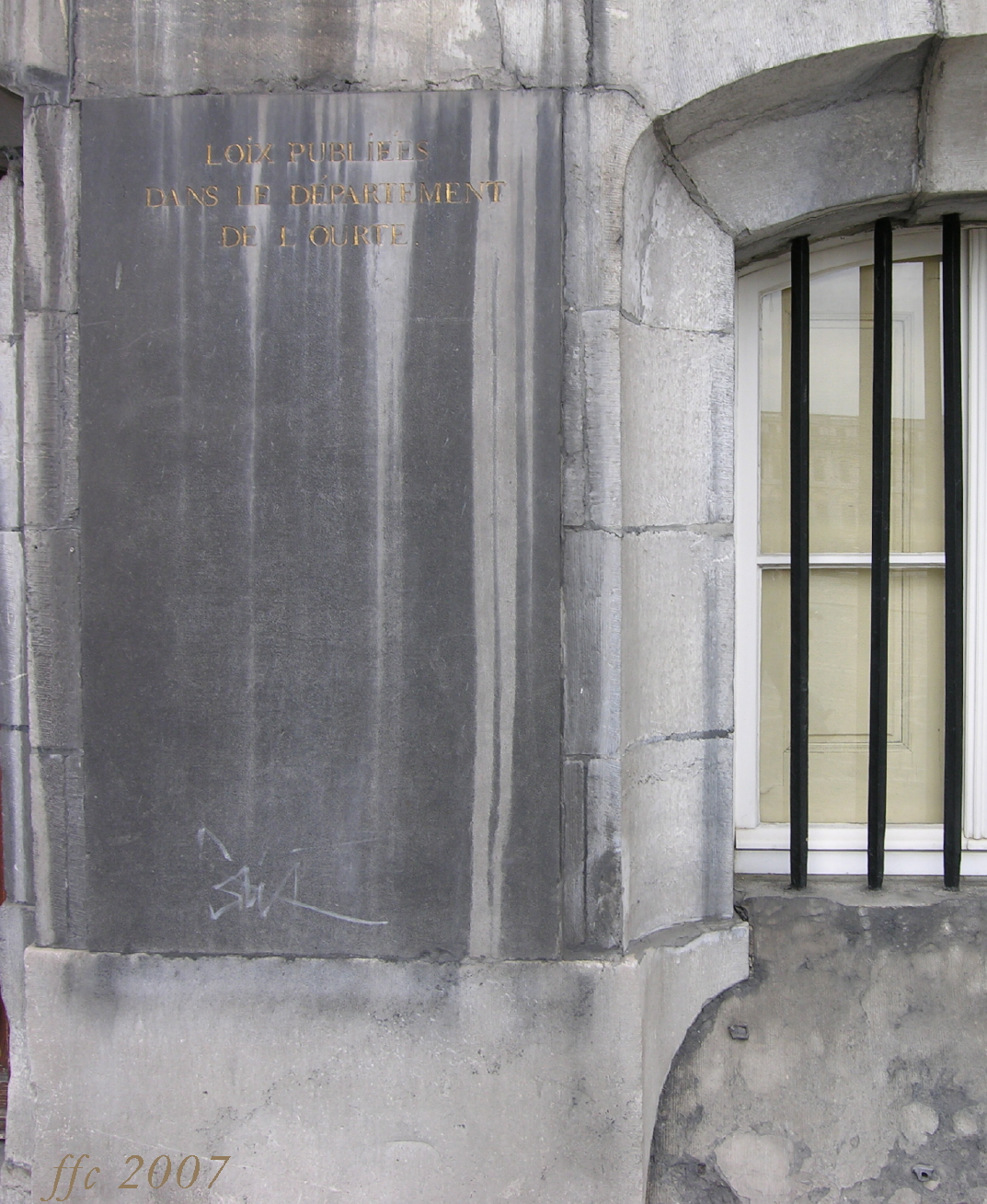
Taula d'afixació dels Lleis del departament de l'Ourte al Palau dels prínceps bisbals, seu del govern del departament a Lieja

El 1815, després del congrés de Viena, el tractat de París va atorgar els parts de parla francesa i neerlandesa al Regne Unit dels Països Baixos al qual van formar la província de Lieja, Malmedy i els parts germanòfons a Prússia. Als 1830, la província va esdevenir belga. El 1919, Eupen, Malmedy i Sankt-Vith van passar de Prússia a Bèlgica.

Els departaments francesos als Països Baixos i Bèlgica actuals

El departament es va subdividir en tres arrondissements:
1. Lieja: amb els cantons Dalhem, Fléron, Glons, Herve, Hollogne, Lieja, Louveigné, Seraing i Waremme.
2. Huy: amb els cantons Avennes, Bodegnée, Ferrières, Héron, Huy, Landen i Nandrin.
3. Malmedy amb els cantons d'Aubel, Eupen, Kronenburg, Limburg, Malmedy, Sankt-Vith, Schleiden, Spa, Stavelot, Verviers i Vielsalm.